# PRIN
PRIN（PRovider INcluded、プリン）は、ワイモバイルが運営していた、ウィルコムブランドの無線接続回線専用のプロバイダ。

## 概要
月額1,500円（税抜）上限の従量制サービスで他社と比べると割高だが、登録不要、月額基本料不要で、全国一律料金という手軽さがあった。料金は使用回線の契約より決済された（なお、ウィルコムの請求料金明細ではPRIN接続料から上限額を超えた分を「PRIN接続料割引」として相殺する扱いとなっている）。
ウィルコムのEメールサービス（@*pdx.ne.jpおよび@willcom.com）を利用する（端末専用メールボックスにアクセス）事ができる、唯一のプロバイダであった。
2006年2月1日から、AIR-EDGEの2xパケット方式（最大64kbps/W-OAM時102kbps）標準化に対応している。他プロバイダでは、4月1日以降順次2xパケット方式に対応となった。
また、2006年2月～5月にかけて、SACK(Selective Acknowledgement)等のW-TCP対応が行われる予定。なお、他プロバイダでのW-TCP対応は現状未発表。
2009年時点で、WILLCOM CORE 3Gでの接続には、PRIN経由であることが必須となっている（この場合は、接続の如何を問わず、945円/月の固定費用がかかる）。

## PRIN「ビジネス定額オプション」
多回線ビジネス契約の場合、5回線以上の500円（税別）/回線まで、回線数に応じて月額料金が安くなるオプションであった。